# Postmoderner Tanz
Postmoderner Tanz ist eine Stilrichtung einiger im 20. Jahrhundert entstandenen Choreografien. Sie entstand als Reaktion auf die Entstehungen und Aufführungen des Modern Dance. Im Gegensatz zu diesem wollte der postmoderne Tanz beweisen, dass alltägliche Bewegungen ebenso aufführungswert sind.
Von der Behauptung ausgehend, dass „jede Bewegung der Teil eines Tanzes und jeder Mensch ein Tänzer“ seien (mit oder ohne jegliche Tanzerfahrung), war der frühe postmoderne Tanz eher mit der Ideologie der Moderne verwandt als mit den postmodernen Ideen wie sie zum Beispiel in der Literatur oder Architektur gefunden werden. Dennoch entwickelte sich schnell eine Bewegung, welche heute in der großen Vielfalt der Werke des Judson Dance Theater, der  Heimat des Postmodernen Tanz, gefunden werden kann.
Der Höhepunkt des postmodernen Tanzes, zwischen den 1960er und den 1970er Jahren, war zwar nur kurz, aber das Erbe ist heute noch im Bereich des Contemporary Dance zu finden, ebenso wie in den immer noch entstehenden Werken in den verschiedensten Stilen.
Typische Elemente sind die Parodie, die Ironie, der Tanz nur aus Freude an der Bewegung und ein besonderes Bewusstsein für die Realität.
Durch den Postmodernen Tanz entstanden:
- Contemporary Dance
- Improvisation
- Kontaktimprovisation

## Begründer des Postmodernen Tanzes
- Merce Cunningham (der eigentlich vor der Welle des postmodernen Tanzes per se anzusiedeln ist, jedoch bereits den postmodernen choreographischen Prozess nutzte)
- Robert Dunn (Lehrer für Komposition an der Cunningham School)
- Alwin Nikolais
- Murray Louis
- Anna Halprin